# Беломорско-Балтийский канал имени Сталина (книга)

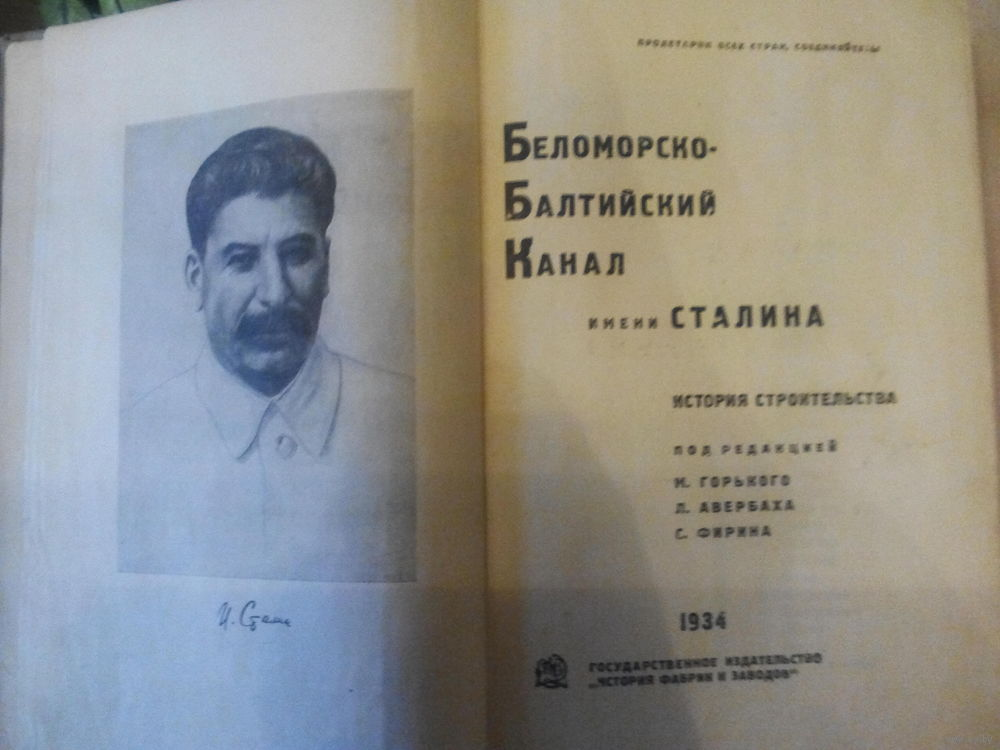
Первый разворот издания

«Беломорско-Балтийский канал имени Сталина: История строительства, 1931—1934 гг.» — коллективная монография 36 советских писателей под редакцией М. Горького, Л. Л. Авербаха, С. Г. Фирина, посвящённая Беломорканалу. Создана по указу ЦИК СССР при участии ОГПУ. Выпущена в 1934 году издательством «ОГИЗ» тремя тиражами, общий тираж 114 000 экз. В 1937 году практически весь тираж изъят из обращения и уничтожен. Целый ряд литераторов — членов авторского коллектива — в явной или неявной форме подверглись различным репрессиям

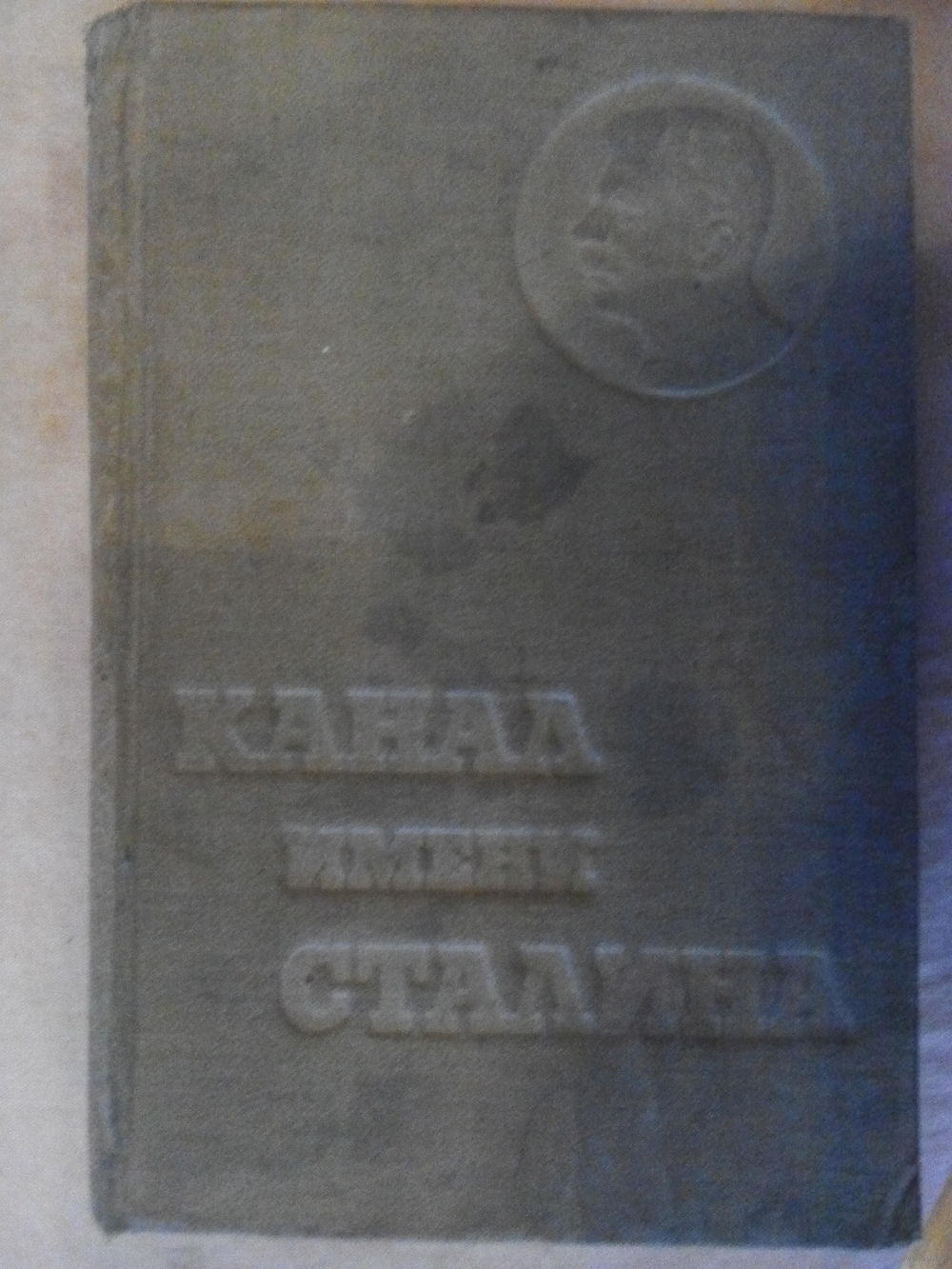
первое  издание 1934г.
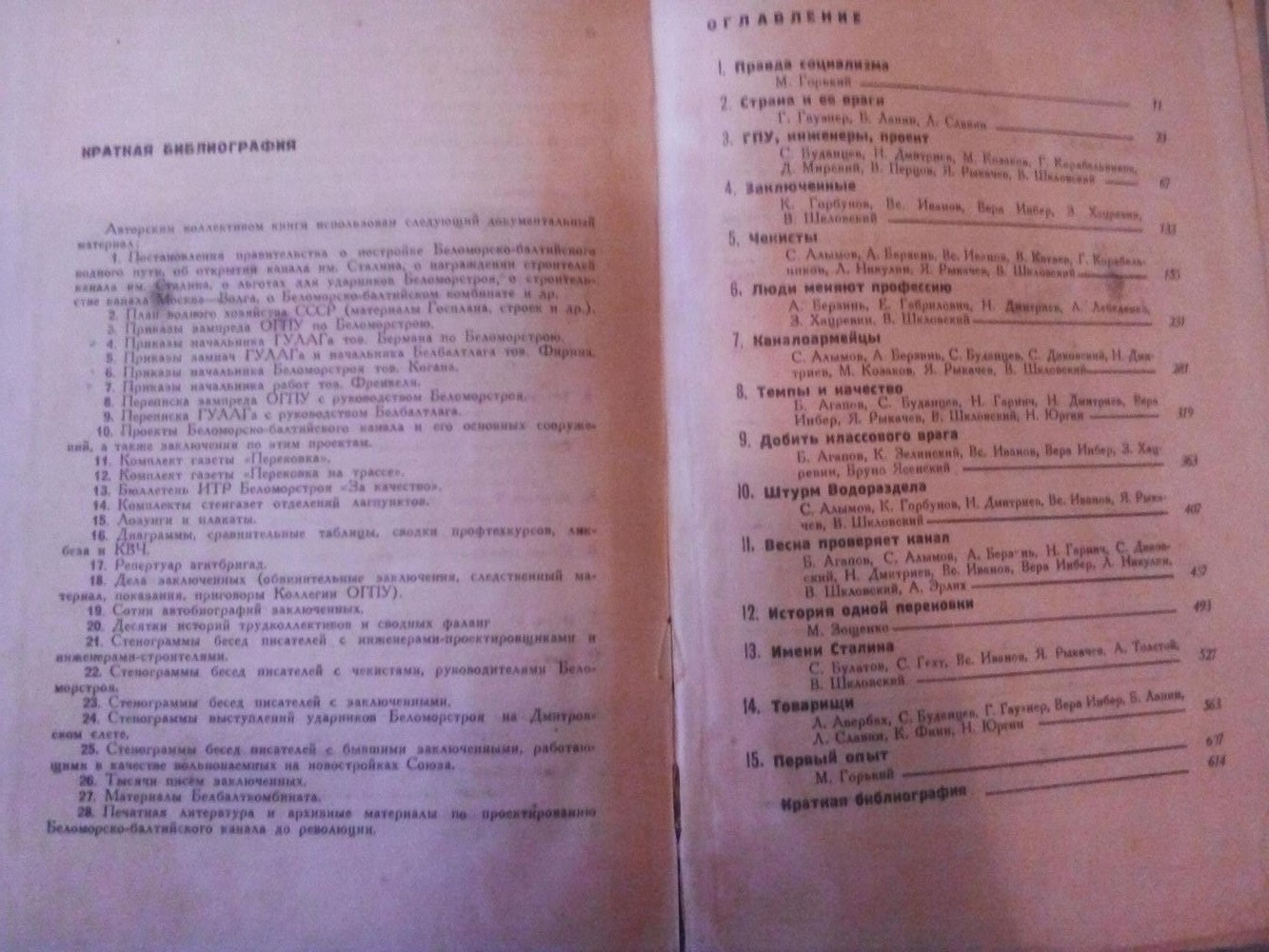
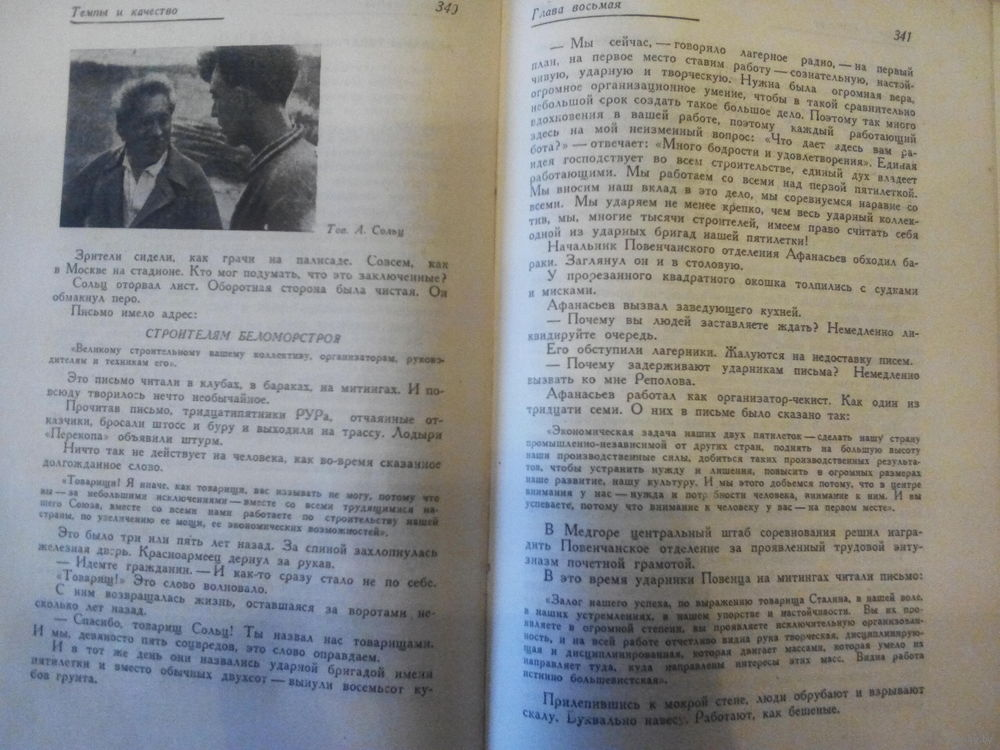

## История
Официально строительство первого в СССР судоходного канала началось 16 октября 1931 года и завершилось 20 июня 1933-го. Курировали стройку руководитель органов госбезопасности Г. Г. Ягода и начальник ГУЛАГа М. Д. Берман, возглавлял Л. И. Коган. Отличие Беломорканала от других строек пятилетки в том, что на его строительстве «впервые была применена рабочая сила исключительно заключённых». Историки свидетельствуют о крайней тяжести условий жизни заключённых Белбалтлага — «превышающие единые всесоюзные нормы» выработки в сочетании с голодным пайком и климатическими условиями Приполярья. Согласно плану И. Сталина, 227-километровый канал был пробит за 600 дней силами свыше 100 тысяч заключённых при практически полном отсутствии технических средств.
В июле 1933 года по каналу проехали И. В. Сталин, К. Е. Ворошилов и С. М. Киров. Согласно свидетельствам очевидцев, Сталин был недоволен увиденным и характеризовал канал как «мелкий и узкий». Торжественное открытие «Беломорско-Балтийского канала имени тов. Сталина» состоялось 2 августа 1933 года. 5 августа сообщение об открытии опубликовано в газете «Правда». Вскоре вокруг Белбалтлага была развёрнута широкая газетная кампания, ключевым словом которой стал неологизм «перековка».

## Замысел книги
Считается, что идея коллективной поездки писателей на Беломорканал возникла у М. Горького, ей предшествовало посещение писателем в 1929 году Соловецкого лагеря особого назначения, впечатления о котором отражены в путевом очерке «Соловки». Лагерь был оценён Горьким как «небывалый, фантастично удачный опыт перевоспитания общественно опасных людей в условиях свободного общественно полезного труда». 7 сентября 1931 года в «Правде» была опубликована статья Горького о серии «ОГИЗа» «История фабрик и заводов», одной из тем планируемых в серии монографий назывался Беломорканал.
В разработке идеи и рождении замысла книги о Беломорканале участвовали товарищ и родственник писателя Г. Г. Ягода (занимавший пост зампредседателя ОГПУ) и брат жены Ягоды Л. Л. Авербах (секретарь серии ОГИЗа «История фабрик и заводов»). Идея встретила поддержку наверху.

Официальный заказ на создание книги под руководством ОГПУ был зафиксирован в Указе ЦИК по случаю открытия канала и опубликован в центральных газетах 5 августа 1933 года, он гласил: 
Поручить ОГПУ Союза ССР издать монографию строительства Беломорско-Балтийского канала имени т. Сталина.

## Первые шаги
17 августа на пароходе из Ленинграда на Беломорканал отправились на экскурсию 120 писателей и деятелей искусства из республик СССР — русские, украинцы, евреи, узбеки, карелы и др. Среди них были многие известные писатели — А. Толстой, Вс. Иванов, Михаил Зощенко, Б. Пильняк, Л. Леонов, В. Катаев, М. Шагинян, Вера Инбер, Ильф и Петров и другие. Перед отъездом в одном из парадных залов гостиницы «Астория» было устроено праздничное застолье — по свидетельству участника, «впечатление от пиршества было тем большим, что оно происходило в голодный 1933 год». Начальник Белбалтлага и замначальника ГУЛАГа С. Фирин выступил перед участниками экскурсии с продолжительным докладом, он же сопровождал их в путешествии.
Поездка заняла 6 дней. Общение писателей с «каналоармейцами» происходило под контролем представителей ОГПУ, через корабельные поручни. По свидетельству одного из участников поездки, А. О. Авдеенко, экскурсантам был оказан приём по высшему разряду:
С той минуты, как мы стали гостями чекистов, для нас начался коммунизм. Едим и пьём по потребностям, ни за что не платим. Копчёные колбасы. Сыры. Икра. Фрукты. Шоколад. Вина. Коньяк…
В одном из заключённых Белбалтлага писатели узнали своего коллегу по перу — поэта-футуриста С. Алымова, работавшего редактором лагерной газеты «Перековка». Когда с ним заговорили, он зарыдал. Начлаг С. Г. Фирин исправил конфуз, досрочно освободив Алымова прямо во время экскурсии.
Участвовавшая в поездке жена Вс. Иванова актриса Т. Иванова в 1989 году вспоминала:
Показывали для меня лично и тогда явные „потёмкинские деревни“. Я не могла удержаться и спрашивала и Всеволода, и Михала Михалыча Зощенко: неужели вы не видите, что выступления перед вами „перековавшихся“ уголовников — театральное представление, а коттеджи в палисадниках, с посыпанными чистым песком дорожками, с цветами на клумбах, лишь театральные декорации? Они мне искренне отвечали (оба верили в возможность так называемой „перековки“), что для перевоспитания человека его прежде всего надо поместить в очень хорошую обстановку, совсем не похожую на ту, из которой он попал в преступный мир. <…> И пусть это покажется невероятным, но и Всеволод и Михал Михалыч им верили. А самое главное, хотели верить!
Горький был организатором путешествия, но сам в нём не участвовал. Он присоединился к бригаде в конце поездки, 25 августа, в Дмитрове, где проходил слёт ударников-каналоармейцев, и где была объявлена и поддержана писателями идея создания коллективного сборника о Беломорканале.
Поездка писателей освещалась в прессе.
Первым результатом поездки были газетные публикации многочисленных интервью её участников с сообщениями о желании использовать полученные впечатления в литературной работе. Позднее в печати сообщалось, что об открытии канала были написаны «сотни очерков и газетных статей».

## Авторский коллектив
В работе над книгой участвовали 36 авторов:
Л. Авербах, Б. Агапов, С. Алымов, A. Берзинь, С. Буданцев, С. Булатов, Е. Габрилович, Н. Гарнич, Г. Гаузнер, С. Гехт, К. Горбунов, М. Горький, С. Диковский, Н. Дмитриев, К. Зелинский, М. Зощенко, Вс. Иванов, Вера Инбер, B. Катаев, М. Козаков, Г. Корабельников, Б. Лапин, A. Лебеденко, Д. Мирский, Л. Никулин, B. Перцов, Я. Рыкачёв, Л. Славин, А. Тихонов, A. Толстой, К. Финн, З. Хацревин, B. Шкловский, А. Эрлих, Н. Юргин, Бруно Ясенский.

## Работа над книгой
В декабре 1932 года группа писателей в сокращённом составе отправилась на Беломорканал собирать материал. Редакторами книги были определены М. Горький, Л. Л. Авербах и начлаг С. Г. Фирин.
Коллективная монография готовилась в серии ОГИЗа «История фабрик и заводов». Согласно принципам серии, книга должна была сочетать «строгую документальность с яркостью и наглядностью изложения, доступностью для широкого круга читателей».
Книга создавалась коллективом из 36-ти авторов, ранее принадлежавших к самым разным литературным направлениям и группировкам, к началу 1930-х в основном разгромленным. В числе авторов были теоретик группы конструктивистов К. Зелинский, идеолог формальной школы В. Шкловский, бывшие лефовец B. Перцов, «Серапионовы братья» М. Зощенко и Вс. Иванов, рапповцы, бывшие эмигранты Д. Мирский и футурист С. Алымов, польский писатель и французский коммунист Бруно Ясенский и другие. Иоахим Клейн отмечает, что «книга о перевоспитании заключённых» была призвана служить «также перевоспитанию авторов — речь идёт о „новом типе писателя, активном строителе социализма“».
Ход работы над книгой освещался участниками в прессе: «после возвращения с экскурсии „мы составили план книги <…> По плану была разделена работа: каждый автор получил на руки план всей книги с точным определением своей задачи, куда именно, на каком материале, в какой сюжетной связи должны быть напечатаны его куски“». Для работы авторы «распределились по „бригадам“». В репортажах говорилось о «первом примере тесного и боевого литературного содружества»; авторский коллектив определялся как «первый литературный колхоз СССР».
Большая часть фотографий для книги сделана А. М. Родченко, проведшим на канале несколько месяцев.
1. Постановления правительства о постройке Беломорско-Балтийского водного пути, об открытии канала им. Сталина, о награждении строителей канала им. Сталина, о льготах для ударников Беломорстроя, о строительстве канала Москва — Волга, о Беломорско-Балтийском комбинате и др.
2. План водного хозяйства СССР (материалы Госплана, строек и др.).
3. Приказы зампреда ОГПУ по Беломорстрою.
4. Приказы начальника ГУЛАГа тов. Бермана по Беломорстрою.
5. Приказы замнач ГУЛАГа и начальника Белбалтлага тов. Фирина.
6. Приказы начальника Беломорстроя тов. Когана.
7. Приказы начальника работ тов. Френкеля.
8. Переписка зампреда ОГПУ с руководством Беломорстроя.
9. Переписка ГУЛАГа с руководством Белбалтлага.
10. Проекты Беломорско-Балтийского канала и его основных сооружений, а также заключения по этим проектам.
11. Комплект газеты «Перековка».
12. Комплект газеты «Перековка на трассе».
13. Бюллетень ИТР Беломорстроя «За качество».
14. Комплекты стенгазет отделений лагпунктов.
15. Лозунги и плакаты.
16. Диаграммы, сравнительные таблицы, сводки профтехкурсов, ликбеза и КВЧ.
17. Репертуар агитбригад.
18. Дела заключённых (обвинительные заключения, следственный материал, показания, приговоры Коллегии ОГПУ).
19. Сотни автобиографий заключённых.
20. Десятки историй трудколлективов и сводных фаланг.
21. Стенограммы бесед писателей с инженерами-проектировщиками и инженерами-строителями.
22. Стенограммы бесед писателей с чекистами, руководителями Беломорстроя.
23. Стенограммы бесед писателей с заключёнными.
24. Стенограммы выступлений ударников Беломорстроя на Дмитровском слёте.
25. Стенограммы бесед писателей с бывшими заключёнными, работающими в качестве вольнонаёмных на новостройках Союза.
26. Тысячи писем заключённых.
27. Материалы Белбалткомбината.
28. Печатная литература и архивные материалы по проектированию Беломорско-Балтийского канала до революции[13].

## Структура и авторство глав
В книге 15 глав, представляющих, главным образом плод «коллективного труда», за исключением 3-х авторских (две — Горького и одна — Зощенко), «Краткая библиография» с перечнем использованных при подготовке книги материалов. Подарочное издание сопровождалось приложением — «Перечень технических, жаргонных слов и сокращений», в других изданиях оно отсутствовало.
В издательской преамбуле указывалось:
За текст книги отвечают все авторы. Они помогали друг другу, дополняли друг друга, правили друг друга. Поэтому указание индивидуального авторства было нередко затруднительным.
В оглавлении книги распределение участия указано следующим образом:
1. Правда социализма — М. Горький
2. Страна и её враги — Г. Гаузнер, Б. Лапин, Л. Славин
3. ГПУ, инженеры, проект — С. Буданцев, Н. Дмитриев, М. Козаков, Г. Корабельников, Д. Мирский, В. Перцов, Я. Рыкачёв, В. Шкловский
4. Заключённые — К. Горбунов, Вс. Иванов, Вера Инбер, З. Хацревин, B. Шкловский
5. Чекисты — C. Алымов, А. Берзинь, Вс. Иванов, В. Катаев, Г. Корабельников, Л. Никулин, Я. Рыкачёв, В. Шкловский
6. Люди меняют профессию — A. Берзинь, Е. Габрилович, Н. Дмитриев, А. Лебеденко, З. Хацревин, В. Шкловский
7. Каналоармейцы — С. Алымов, А. Берзинь, С. Буданцев, С. Диковский, Н. Дмитриев, М. Козаков, Я. Рыкачёв, В. Шкловский
8. Темпы и качество — Б. Агапов, С. Буданцев, Н. Гарнич, Н. Дмитриев, Вера Инбер, Я. Рыкачёв, В. Шкловский, Н. Юргин
9. Добить классового врага — Б. Агапов, К. Зелинский, Вс. Иванов, Вера Инбер, З. Хацревин, Бруно Ясенский
10. Штурм Водораздела — С. Алымов, К. Горбунов, Н. Дмитриев, Вс. Иванов, Я. Рыкачёв, В. Шкловский
11. Весна проверяет канал — Б. Агапов, С. Алымов, А. Берзинь, Н. Гарнич, С. Диковский, Н. Дмитриев, Вс. Иванов, Вера Инбер, Л. Никулин, B. Шкловский, А. Эрлих
12. История одной перековки — М. Зощенко
13. Имени Сталина — С. Булатов, С. Гехт, Вс. Иванов, Я. Рыкачёв, А. Толстой, В. Шкловский
14. Товарищи — Л. Авербах, С. Буданцев, Г. Гаузнер, Вера Инбер, Б. Лапин, Л. Славин, К. Финн, Н. Юргин
15. Первый опыт — М. Горький

Отмечая патетику в названиях глав, критик Андрей Мирошкин указывает, что эти названия не всегда соответствуют содержанию.

## Сюжет
Издательская аннотация представляла книгу так:
История строительства Беломорско-Балтийского канала им. Сталина, осуществлённого по инициативе тов. Сталина под руководством ОГПУ, силами бывших врагов пролетариата.

Яркие примеры исправительно-трудовой политики советской власти, перековывающей тысячи социально-опасных людей в сознательных строителей социализма.

Героическая победа коллективно организованной энергии людей над стихиями суровой природы севера, осуществление грандиозного гидротехнического сооружения.

Типы руководителей стройки — чекистов, инженеров, рабочих, а также бывших контрреволюционеров, вредителей, кулаков, воров, проституток, спекулянтов, перевоспитанных трудом, получивших производственную квалификацию и вернувшихся к честной трудовой жизни.
Критики XXI века выделяют в основе сюжета двойную интригу — покорение природы русского Севера и борьбу с «дореволюционным прошлым» в сознании заключённых. История строительства канала с её взлётами и кризисами взята за хронологическую ось повествования, на неё нанизываются истории жизни работников ОГПУ и «перековывающихся» заключённых.
Отмечая, что «название книги обманчиво — это не столько история строительства, сколько педагогическая поэма, представляющая зону как институт перевоспитания (перековки) преступников коллективным трудом», Виктория Шохина указывает, что социально-педагогическая направленность книги отражена уже в оглавлении: строители канала проделывают путь от «Заключённых» (гл. 4), к «Каналоармейцам» (гл. 7), и наконец «Товарищам» (гл. 14). Переломным моментом строительства и кульминацией произведения становится штурм водораздела (гл. 10).
Завершается книга утопией, представляющей Москву конца 1930-х годов «портом пяти морей».

## Жанр и художественные особенности
Сами авторы книги определяли её жанр как роман, так же называли книгу и авторы публикаций об истории её создания в начале 1930-х годов. На таком жанровом определении сходятся и исследователи и критики XXI века.
Один из авторов Г. О. Гаузнер, рассказывая о создании книги, подчёркивал, что она «должна не просто быть набором „очерков“, но представлять собой „цельный роман“, „с завязкой, развязкой и сквозным действием“», «отдельные тексты различных её авторов должны были быть составлены таким образом, чтобы возникло ощущение монолитного единства».
Другой участник издания критик Д. П. Мирский отмечал в романе новаторство — «отсутствие индивидуального героя и привычной фабулы; вставные элементы текста, такие, как фотографии и статистические диаграммы; такие изобразительные формы, как свидетельства очевидцев, автобиографии и интервью».
По оценке Е. Добренко, «…эта книга — огромный, вероятно, самый большой советский производственный роман… прежде всего — это образцовый соцреалистический роман, ещё сохранивший элементы авангарда».
В. Шохина отмечает, что книга создана в духе экспериментов пользовавшегося популярностью в СССР в конце 1920-х — начале 1930-х годов американского писателя Дос Пассоса, объединяющего в произведении разные типы повествования. В единую художественную ткань текста встроены биографии и автобиографии героев, газетные хроники, документы времени (портреты, фотографии, карты, постановления, приказы, телеграммы, художественно обработанные стенограммы, «десятки историй трудколлективов и сводных фаланг» и т. п.), фольклор (или псевдофольклор); очерки научно-популярного характера (о минеральных ресурсах Карелии, принципах шлюзования судов и пр.), политические пассажи, лирические отступления и др.
По оценке критика, «внешние признаки документального» призваны утверждать «достоверность книги» — при том, что в романе «активно используется художественный вымысел»: «…не только в том смысле, что авторы лгут, утаивая неприглядную правду о лагере. Но и в более бескорыстном — они применяют к сугубо документальному повествованию сугубо литературные приёмы: внутренний монолог, реконструкцию событий, ретроспективу и т. п. И сами… признаются: „Биографии этих людей исправлены, очищены, дополнены“».

## Издания 1934 года
Литературоведы отмечают рекордные сроки подготовки издания — 600-страничная книга вышла в свет через полгода после экскурсии. Рукопись была сдана в набор 12 декабря 1933 года и отпечатана за 38 дней «сквозной ударной бригадой» в количестве 122 человек в Типо-литографии им. Воровского. Книга вышла в свет 20 января 1934 года и 26 января вручалась делегатам XVII съезда партии большевиков — стройку-«штурм» увековечила книга-«аврал».
«По предложению всего авторского коллектива» книга посвящалась XVII съезду партии большевиков, проходившему в Москве с 26 января по 10 февраля 1934 года, подарочное исполнение предназначалось для подарков делегатам.
На авантитуле значилось:
Этой книгой Оргкомитет Союза советских писателей рапортует XVII съезду партии о готовности советских писателей служить делу большевизма и бороться своими художественными произведениями за учение Ленина-Сталина, за создание бесклассового, социалистического общества.
Книга вышла в издательстве «ОГИЗ» тремя тиражами в двух вариантах формата. Первый, подарочный 4000-тысячный тираж в формате in-quarto — в суперобложке и тканевом переплёте, с выполненным художником-скульптором П. Таёжным специально для книги медальоном-портретом Сталина (чернёный латунный барельеф), с ляссе. Суперобложка, переплёт, титульный лист и шмуцтитула выполнены Н. Ильиным. Книга сопровождалась иллюстративным рядом — фотографии, схемы и рисунки малого формата шли по тексту; 17 полосных иллюстраций (фотографии, карты) — на отдельных листах, проложенных кальками; были также 3 распашных вклейки (2 фотографии и 1 карта), рисунки на форзацах. Цветные карты СССР, Карелии и Беломорканала выполнены художниками А. Дейнекой, Е. Мачальской, Я. Яношем. Цена издания составляла 12 руб.
Оформляла книгу бригада художников под руководством А. Тихонова: М. Бабенчиков, Ж. Гаузер, Н. Дмитриев, Н. Ильин, А. Лемберг, А. Родченко, А. Тихонов, Я. Янош.
Второе издание (30 000 экз.) в формате in octavo — также в суперобложке, в ледериновом переплёте с блинтовым тиснением (портрет-медальон, название книги); с наборными авантитулом, титульным листом и шмуцтитулами, портретом Сталина на фронтисписе и чёрно-белыми иллюстрациями: 1 — на развороте, 15 — после шмуцтитулов, 3 — полосные, 108 — ½-полосные, ¼-полосные и малого формата, одна карта-схема. Цена составляла 8 руб. (переплёт 1 руб. 50 коп.).
Третье — массовое издание (80 000 экз.), in octavo — в сером тканевом переплёте с тиснёным медальоном. Цена на книге не указывалась.
Общий тираж составил 114 тысяч экз.

## Судьба книги, героев и авторов
7 апреля 1937 года был арестован и 15 марта 1938-го расстрелян один из её главных героев Г. Г. Ягода. В 1937—1939 годах расстреляны и другие герои и редакторы книги — С. Г. Фирин, Л. Л. Авербах, Л. И. Коган, М. Д. Берман.
Репрессиям подверглись и авторы. По обвинению в шпионаже расстрелян в 1938-м Бруно Ясенский, погиб в лагере в 1939-м Д. П. Святополк-Мирский. Жена Бруно Ясенского А. А. Берзинь провела в лагерях и ссылках 16 лет, С. Г. Гехт — 8 лет. Погиб в лагере С. Ф. Буданцев, обвинённый в «контрреволюционной пропаганде». Репрессирована и расстреляна в конце 1930-х была и большая часть участников XVII съезда ВКП(б), которому посвящалась книга. В 1938 году ликвидирована и серия «История фабрик и заводов».Книга была изъята из обращения, практически весь тираж уничтожен. «Уничтожали её в 1937 году и частные владельцы, не желая нажить за неё срока, — свидетельствовал в 1970-е годы Солженицын в „Архипелаге ГУЛАГ“. — Теперь уцелело очень мало экземпляров, и нет надежды на переиздание…» В ряде уцелевших экземпляров книги вырваны фотографии «врагов народа», замараны части текста, как наиболее частые библиофилами отмечаются утраты суперобложки и портрета Г. Г. Ягоды перед третьей главой.
«Получалось, что книга наглядно и ярко свидетельствовала об отсутствии классового чутья у писателей, в первую очередь — у Горького, — отмечает В. Шохина. — Они проглядели классовых врагов, воспели их как товарищей, преданных советской власти. Более того — как высший тип человеческой личности, как образец нового человека».

## Оценки
По оценке одного из главных участников издания М. Горького: «Социальное значение книги заключено в том, что она — первый и удачный опыт коллективной работы авторов, крайне разнообразных по своим индивидуальным дарованиям».
Современные исследователи отмечают, что Горький «слегка лукавил» — первым в СССР коллективным романом был созданный 25 авторами роман «Большие пожары» (1927), в котором принимали участие и некоторые из авторов «Беломорканала» (С. Буданцев, М. Зощенко, Вера Инбер, Л. Никулин, А. Толстой).
Назвав книгу о Беломорканале — «формата как церковное Евангелие, как на Тысячелетнее Царство впереди» — «торжественно-позорной», «впервые в русской литературе восславившей рабский труд», А. Солженицын включил её в число источников работы над «Архипелагом ГУЛАГ», указав её авторов в конце списка свидетелей «Архипелага».
По оценке критика «Книжного обозрения» А. Мирошкина, портретам и биографиям чекистов отведено «едва ли не центральное место» в книге, она — «своего рода гимн ОГПУ и его тогдашнему руководителю Генриху Ягоде. И гимн, увы, весьма талантливый…»: «Идеальным героем революционного романтизма должен был стать чекист. И он им стал».
Отмечая, что книга «вносит свою лепту в тот всеохватывающий мнимый мир, который характерен для культуры сталинского времени», И. Клейн (нем. Joachim Klein) указывает, что в первую очередь она должна рассматриваться как явление не искусства, а пропаганды: «Своей документальной основой книга о Беломорканале претендует на значимость так называемой „литературы факта“. Но впечатление проверяемости и верности фактам, которое она пытается создать, покоится на иллюзии. <…> В качестве произведения социалистического реализма она соответствует фактам лишь в единичных пунктах — в общем же она ориентирована не на реальность, а на официальные представления о ней…»

## Последующие издания
В 1935 году в Америке и Англии вышел сокращённый перевод книги, выполненный в Москве английской писательницей-социалисткой Амабель Вильямс-Эллис (англ. Amabel Williams-Ellisen:Amabel Williams-Ellis; 1894—1984), присутствовавшей на XVII съезде и выступившей на нём с речью. Издание сопровождалось предисловием переводчицы, представляющим англоязычным читателям книгу с позиции советских органов госбезопасности.
В 1977 году перевод Вильямс-Эллис переиздан в виде репринта.
В 1998 году анонимным издателем выпущено репринтное (за исключением обложки) переиздание русской версии книги с кратким предисловием, разъясняющим мотивы переиздания. Главной ценностью книги издатель назвал то, что «это документ эпохи… она описывает время глазами людей, которые в нём жили. Можно по-разному относиться к тому времени, к тому социальному строю, к этой книге и её авторам — это право каждого. Но чтобы хотя бы как-то ко всему этому относиться, нужно хотя бы что-нибудь обо всем этом знать. <…> Прошлое мстит, если о нём забывают».

## Комментарии
1. ↑  Приёмный сын Горького был старшим братом Я. М. Свердлова, приходившегося дядей жене Г. Г. Ягоды.
2. ↑  Не участвовал в поездке и один из будущих авторов книги В. Б. Шкловский. Пытаясь облегчить участь находившегося в Белбалтлаге брата, Шкловский ездил туда в 1932 году, по командировке от журнала «Пограничник»[8].
3. ↑  Текст М. Зощенко (гл. 12: «История одной перековки») позднее издавался как отдельная повесть под названием «История одной жизни»[8][14].

### Книги
- Беломорско-Балтийский канал имени Сталина : История строительства, 1931—1934 гг. = [Заг. на обл. : Канал имени Сталина] / под ред. М. Горького, Л. Авербаха, С. Фирина. — М.: ОГИЗ, 1934. — 616 с. — (История фабрик и заводов).
- Беломорско-Балтийский канал имени Сталина : История строительства, 1931—1934 гг. = [Репр. изд. 1934 г.] / под ред. М. Горького, Л. Авербаха, С. Фирина. — [Б. м.] : Б. и., 1998. — 616 с.
- The White Sea canal: being an account of the construction of the new canal between the White Sea and the Baltic Sea (англ.) / M. Gorky; L. Averbakh; S. Firin; transl. by A. Williams-Ellis. — London: John Lane, 1935. — 356 p.
- Солженицын А. Архипелаг ГУЛАГ. 1918—1956. Опыт художественного исследования / Александр Солженицын. — Екатеринбург : У-Фактория, 2006. — Т. 1. — С. 11. — 552 с. — ISBN 978-5-9757-0165-7.
- Солженицын А. Ч. 3: «Истребительно-трудовые», гл. 3: «Архипелаг даёт метастазы» // Архипелаг ГУЛАГ. 1918—1956. Опыт художественного исследования / Александр Солженицын. — Екатеринбург : У-Фактория, 2006. — Т. 2. — С. 65—82. — 564 с. — ISBN 978-5-9757-0162-6.
- Добренко Е. Политэкономия соцреализма. — М.: Новое литературное обозрение, 2007. — (Б-ка журн. «Неприкосновенный запас»). — ISBN 5-86793-482-9. Архивировано 23 марта 2016 года.
- НЭПовсская оттепель, под ред. Н. В. Корниенко, ИМЛИ РАН, 2010г
- Гаганова А. А. Производственный роман: кристаллизация жанра. М, Литературный институт им. Горького, 2015

### Статьи
- Клейн И. Беломорканал: литература и пропаганда в сталинское время / пер. с нем. М. Шульмана под ред. автора // Новое литературное обозрение : журнал. — М., 2005. — № 71.
- Мирошкин А. Писатели, строители, чекисты // Книжное обозрение : газета. — М., 1998. — Вып. 14 апреля.
- Шохина В. Роман о Беломорканале // Русский журнал. — М., 2014. — Вып. 15 апреля. Архивировано 5 мая 2021 года.